# Комбінований Знак Пілот-Спостерігач
Комбінований Знак Пілот-Спостерігач (нім. Gemeinsame Flugzeugführer- und Beobachterabzeichen) — німецька військова нагорода заснована рейхсмаршалом Германом Герінгом 26 березня 1936 замість Знаку льотного складу. Підлягали нагородженню військовослужбовці Люфтваффе, які мали право на одночасне отримання, чи вже були нагороджені Знаком Пілота, або Спостерігача.

## Історія, зовнішній вигляд нагороди та статут

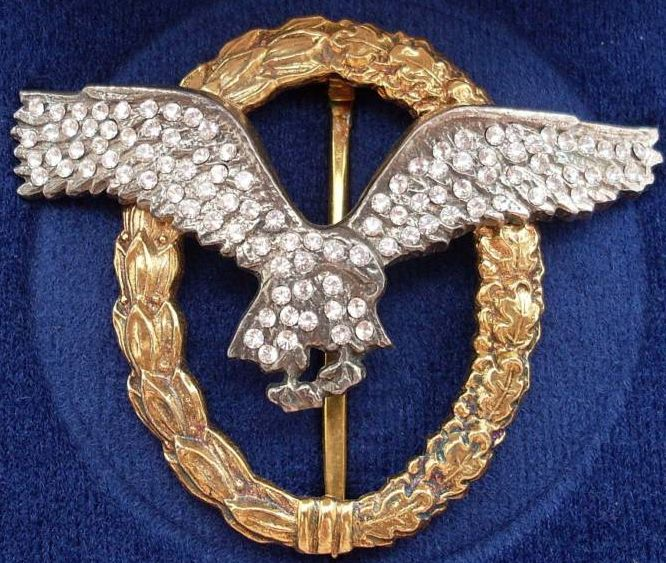
Знак в золоті з діамантами (денацифікований варіант),

Перше вручення відбулося 19 жовтня 1939. Мав три ступені: 3-й ступінь в бронзі, 2-й — в золоті та 1-й — в золоті з діамантами. Знаки у золоті та у золоті з діамантами були засновані у березні 1938. Кількість нагороджених 2-м ступенем — 53 особи. Кількість нагороджених 1-м ступенем — 60 осіб, з них 2 жінки — Ханна Райч (нім. Hanna Reitsch) та графиня Мелітта Шенк фон Штауффенберг (нім. Melitta Klara Schenk Gräfin von Stauffenberg).
Нагорода вручалася разом з посвідченням підписаним старшим офіцером або начальником атестаційної комісії, в простому футлярі синього кольору з відповідним трафаретним надписом готичним шрифтом. Внутрішня поверхня футляру складалася з синього шовку, або іншого матеріалу. Знак носили в нижній частині лівої нагрудної кишені кітеля, мундира, або одностройвої сорочки під Залізним хрестом 1-го класу, якщо особа була ним нагороджена.

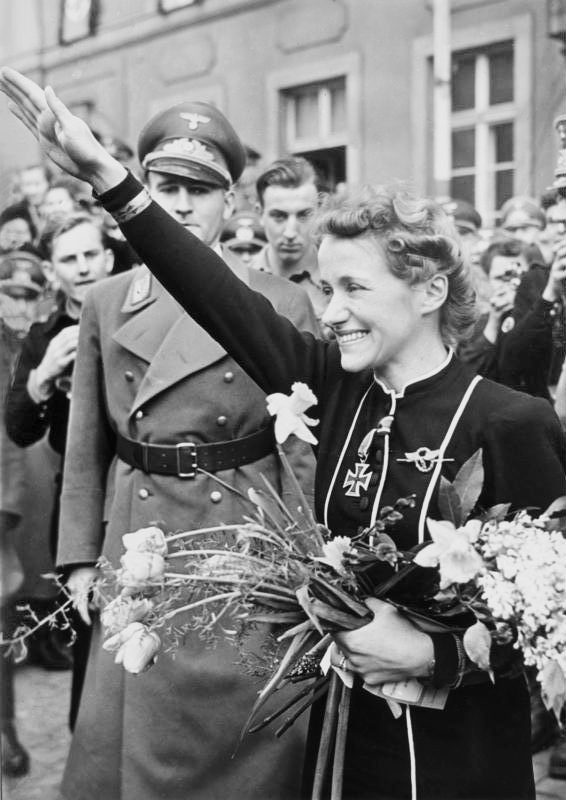
Ханна Райч із Залізним хрестом II класу та Знаком Пілота-Спостерігача для жінок. За нею Карл Ханке, гауляйтер Нижньої Сілезії, квітень 1941

Перші два ступеня мали бронзовий та позолочений вінок, відповідно, з дубового і лаврового листя, на який накладався посріблений орел з розпростертими крилами, що тримає в кігтях свастику. Розміри знака 52×43 мм, розмах крил орла 65 мм. Спочатку знак виготовлявся з алюмінію, потім з нейзильберу, а пізніше з більш дешевих сплавів. Складався з двох частин — посріблений орел та золочений вінок. Орел кріпився до вінка за допомогою двох заклепок. Зворотний бік знаку гладкий, проставлено клеймо фірми-виробника, кріплення знака — тонка заколка. Золотий знак з діамантами робився виключно вручну та виготовлялися віденьською ювелірною фірмою Рудольфа Штубігера; кількість діамантів: праве крило орла — 36 штук, ліве — 31 штука, тіло орла — 19 штук, свастика — 18 штук.

### Інші версії знака
- Знак для жінок
- Зменшена копія з кріпленням на шпильці для носіння на цивільному одязі, так званий «фрачник»[5]
- Денацифікований варіант — без свастики
- З тканини, розшитий золотими, або бавовняними нитками

## Див. також

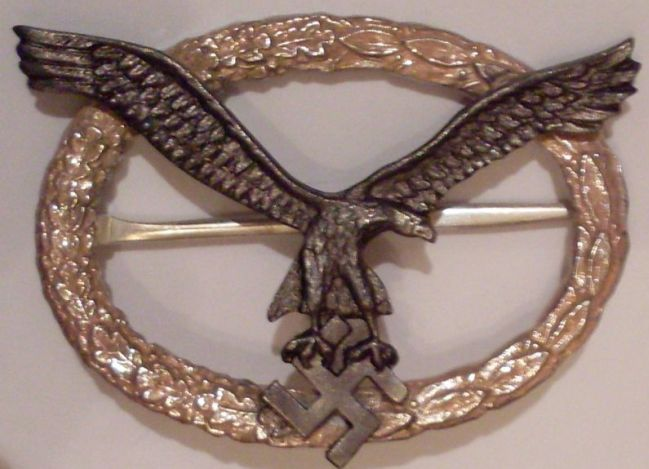
Знак льотного складу

### Виноски
1. ↑  Карл Аугуст Ханке (нім. Karl August Hanke; *24 серпня 1903, Любань — †8 червня 1945, Нойдорф) — функціонер нацистської партії, гауляйтер Нижньої Сілезії, останній Рейхсфюрер СС